# 新潟 (小惑星)
新潟 (19509 Niigata) とは、小惑星帯にある小惑星の1つ。
1998年6月29日にLONEOSによって発見された。名前は新潟県に因む。これは、2012年5月16日から新潟市の朱鷺メッセで行われた国際会議「小惑星・彗星・流星2012」が、アジア初の開催となることにちなみ、東日本大震災や長野県北部地震で大きな被害を受けた日本各地にちなんだ12個の小惑星が多数命名された事がきっかけとなっている。なお、この12個の中には新潟県にある津南町に因んだ小惑星津南町 (22914 Tsunanmachi)も命名されている。